# 碧海のAiON
『碧海のAiON』（へきかいのアイオーン）は、影崎由那による日本の漫画作品。『月刊ドラゴンエイジ』（富士見書房）にて2008年8月号から2012年8月号まで連載された。単行本は2012年10月現在、同社の角川コミックスドラゴンJr.より11巻で完結されている。

## 概要
太平洋の湾岸に位置する架空の都市・潮見ヶ浜市を舞台にした学園伝奇ファンタジー。同作者による同誌の前連載作である『かりん』とは、同じ世界の別土地かつ別時代の出来事とされている。
第5巻の帯においてドラマCD化が発表され、2010年冬にランティスより発売。主人公「津川達哉」役は能登麻美子、ヒロイン「宮崎星音」役は戸松遥が担当する。特典として付属されるDVDにはオリジナルのオープニング曲・エンディング曲が収録される予定。連載終了の後、同誌2013年1月号にて読みきり番外編「星音 東京へ行く」が掲載された。
前作の企画を立てる際に影崎が提案したのは本作の方であり、『かりん』は当時の影崎の担当編集であった「富士見書房の鬼軍曹」S原のごり押しにより、彼のアイディアを汲みながら渋々組み立てた本作の設定を流用したスピンオフという扱いであった。しかし『かりん』の企画に気を良くしたS原は本作の企画を「死んでは生き返るなんて読者に不快感を与えかねない企画は難しい」と、詳細すらも聞かずに編集企画に上げるのも拒否して即座に却下し「そんなくだらないアイディアはどうでもいいから、流行りやすい吸血鬼ものをやれ」と『かりん』を強引にスピンオフからメインに押し上げたという裏事情があった。その後、本作の企画はS原から『かりん』を受け継いだ新担当S尾によって拾い上げられ「せっかく企画してくれたのだし『かりん』がブレイクしたご褒美に本当にやりたかった事をやってもらいたい」という形で連載作品にこぎつけた経緯がある。

## ストーリー
交通事故により両親を亡くしたばかりの津川達哉は、死の間際に父親に言われた「器の大きな男になれ」という言葉の意図が理解できずにいた。喪が明けて久々登校、達哉は宮崎星音という女子がいじめを受けているところを目撃する。なぜか望んでいじめられているという星音は達哉に「海には近づくな」という謎の警告を受ける。放課後、彼女を放っておけない達哉は彼女を探しに校内へ入ると、そこで星音の秘密を知る。

## 登場人物

### 主要人物
津川達哉（つがわ たつや）
主人公。高校1年生。
津川グループの子息で、事故で両親を一度に亡くし莫大遺産を相続した。控えめで真面目な性格だが、少々頑固な面もある。
夜の学校で星音の秘密を知って以来彼女を気にかけるようになり、父親の最期の言葉「器の大きな男」になって星音に認められる事を目指すようになる。
母親の死んだ様子が酷い有様だった事からその時の記憶を忘れており同時に心の傷になっていたが、星音の言葉により少々前向きになれた模様。
宮崎星音／セーネ（みやざき せいね／セーネ）
ヒロイン。達哉の同級生。ダンボール箱をこよなく愛するダンボーラーで、ホームレスの如き生活をしていたが、それを見かねた達哉によって半分強引に津川家に居候させられる。
ミステリアスな少女で、わざと苛められたりと不思議な言動が目立つ。
実は海から現れ、人間にとりつき、人の闇を引き出す「蟲」を倒すため、自分の体内にある「アイオーン」と呼ばれる蛇を宿しており、怪我をすることで開放することができる。何をしても死なない不死の体を持っている。その究極の目的は、自身の育ての親にして唯一の家族であった魔法使いシモンを殺した仇となる人魚たちを討つ事で、そのためにユズキによって不死の命とアイオーンを授かっている。
アイオーン
星音の身体に潜む黒蛇。
コロッケ
津川達哉の飼い犬。
シーラ
海からやって来た人魚のひとり。以前、星音（セーネ）に首を刎ねられて誅殺された人魚であり、アイオーンの本来の持ち主。首を刎ねられたために現在の体は別人のもの。そのため体と首のつながりが悪く、声を出すことが出来ない。
自分を心配してくれる達哉の優しさに触れて、彼を好きになってしまう。
シズキ
津川家に転がり込んできた謎の家政婦。星音にアイオーンを授けた者。家政婦という名目で津川家にいるが超虚弱体質で家事など全くできない。
人魚たちからは「ピスティス・ソフィア」と呼ばれ、それを「私（たち）の一番古い名前」と言う。
ユズキ
シズキの妹。姉と同じく家政婦として津川家に転がり込んできた。体力があり丈夫で、姉の分まで働く。その分頭と行動原理は幼稚園児並み。